# Davorina Bevk
Davorina Bevk (rojena Bratuž), slovenska učiteljica, * 14. november 1894, Gorica, † 18. avgust 1971, Ljubljana.

## Življenje in delo
Rodila se je očetu delavcu Martinu in materi Terezija (rojena Makarovič). Končala je slovensko žensko učiteljišče v Gorici (1915). Med vojno je poučevala v Istri, od 1919–1926 v Bukovici v Spodnji Vipavski dolini, nato jo je fašistična oblast premestila v kraj Carema (Piemont) pa nazaj v Bukovico in nato v Goriška Brda. Leta 1927 se je vrnila v Gorico, kjer je postala tesna sodelavka Franceta Bevka. Po kapitulaciji Italije 1943 pa do osvoboditve je bila v partizanih, po koncu vojne pa družbenopolitična delavka. Bila je tudi pevka pri pevskem zboru in slikarka amaterka (ohranjenih je več njenih slik), ter se ukvarjala s publicistiko. Članke je objavljala v koledarju Goriške Mohorjeve družbe in v zborniku Luč. V samostojni knjigi, ki jo je izdala Goriška Mohorjeva družba, je leta 1933 izšlo delo Ljubi domek. Za leto 1936 pa so pri isti založbi napovedali novo knjigo Mrčes v hiši, ki pa nato ni izšla.